# Jean-Louis Harel
Jean-Louis Harel (Lillebonne, 9 settembre 1965) è un ex ciclista su strada francese.

## Palmarès
- Giochi olimpici

Barcellona 1992: bronzo nel cronometro a squadre.